# Barons Court (stanice metra v Londýně)
Barons Court je stanice metra v Londýně, otevřená 9. září 1874. V 19. století byla okolo stanice volná krajina. Ve 20. století se zde začaly stavět domy. Design stanice je od Harryho Forda. Pojmenována je podle barona Margrava z Brandeburgu-Ansbachu. V blízkosti stanice je Londýnská akademie hudby a divadelního umění (LAMDA). Stanice autobusy neobsluhují. Nachází se v přepravní zóně a leží na dvou linkách:
- District Line mezi stanicemi Hammersmith a West Kensington.
- Piccadilly Line mezi stanicemi Hammersmith a Earl's Court.

| Rok  | Počet cestujících |
| ---- | ----------------- |
| 2011 | 6,54 mil          |
| 2012 | 6,81 mil          |
| 2013 | 7,16 mil          |
| 2014 | 7,50 mil          |